# Ordre des Adoratrices perpétuelles du Saint-Sacrement
L’ordre des Adoratrices perpétuelles du Saint-Sacrement (en latin Adoratrices Perpetuae Sanctissimi Sacramenti) est un ordre monastique de droit pontifical.

## Historique
Religieuse franciscaine à Ischia di Castro en 1789, Mère Marie-Madeleine de l'Incarnation se sent inspirée de fonder un nouvel ordre exclusivement consacré à l'adoration eucharistique et commence à rédiger des constitutions, en 1802 elle est élue abbesse du monastère. Par l'intermédiaire de Don Juan Antonio Baldeschi, elle demande au pape l'autorisation pour la nouvelle fondation et cherche des fonds pour la financer (mis à disposition par le marquis Negrete, ambassadeur du roi d'Espagne Charles IV à Lisbonne).
Avec la permission du pape Pie VII, le 31 mai 1807, Marie-Madeleine de l'Incarnation et onze religieuses quitte Ischia de Castro et le 8 juillet suivant, entrent au couvent de l'église Santi Gioacchino e Anna alle Quattro Fontane à Rome : les constitutions sont rédigés par la religieuse et basées sur la règle de saint Augustin, examinées par le cardinal vicaire Giulio Maria della Somaglia  et approuvées par le pape le 2 février 1808 juste avant que les troupes françaises du général Miollis envahissent le palais du Quirinal.
En 1811 les occupants français suppriment le monastère et forcent la mère Marie-Madeleine à se réfugier à Porto Santo Stefano, elle peut reprendre possession de son monastère le 24 mai 1814 avec le retour de Pie VII à Rome qui approuve l'ordre le 13 février 1818.

## Activité et diffusion
Les adoratrices se dédient à l'adoration perpétuelle (réalisée à tour de rôle de jour et de nuit) du Saint-Sacrement solennellement exposé sur l'autel. 
Elles sont présentes en Italie, Autriche, Espagne, Chili, États-Unis, Mexique, Kenya.
Au 31 décembre 2005, l'ordre comptait 60 monastères et 960 religieuses et novices.